# 누에르어
누에르어(Nuer, Thok Naath)는 남수단과 에티오피아 감벨라주에 거주하는 누에르족의 모어로, 나일어족 서나일어군에 속한다. 딩카어(Dinka)나 아트워트어(Atwot)와 매우 가깝다. 라틴 문자 기반 알파벳으로 표기하며, 다양한 방언이 있으나 표준 문어는 하나로 통일되어 있다.

## 같이 보기
- 누에르족
- 나일어족